# Folke Andersson (politiker)
Folke Andersson (i riksdagen kallad Andersson i Helgesta), född 22 maj 1829 i Asker, Örebro län, död 10 april 1916 i Klara församling, Stockholm, var en svensk riksdagspolitiker. 
Folke Andersson var hemmansägare i Helgesta, Örebro län. Han var även politiker och ledamot av riksdagens andra kammare 1879–1911, invald i Askers och Sköllersta häraders valkrets. Han var ledamot i lagutskottet 1885–1887(B), 1891–1904 och 1911. Han skrev i riksdagen 18 egna motioner, särskilt om skatter och besvär och om stöd till sänkningen av Hjälmaren och Kvismaren, men även om rättskipningen, understöd åt mindre bemedlade elever vid folkhögskolorna. En motion gällde indragning av anslaget till kungliga teatern (operan) eller, om detta 'av skäl, som jag ej förmår inse" inte skedde, anslagets nedsättande "till minsta möjliga belopp"